# Bousbecque

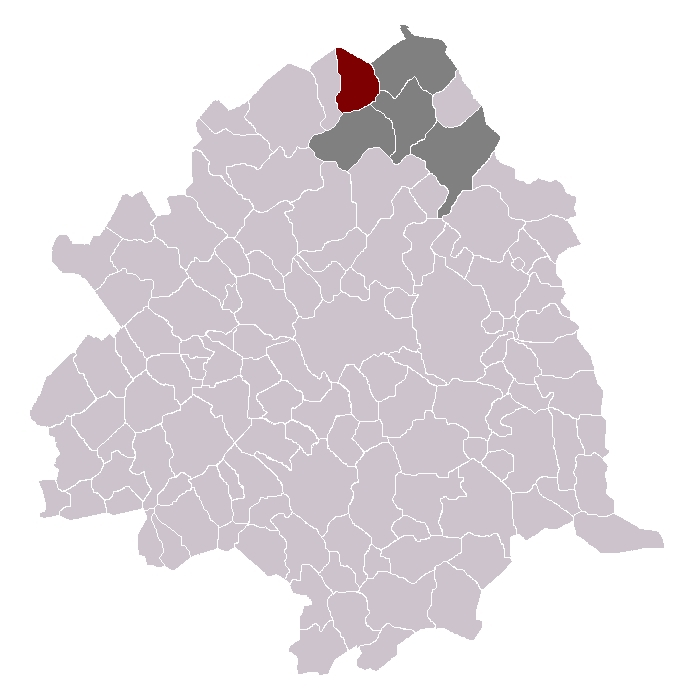
Localització de Bousbecque

Bousbecque (neerlandès: Boesbeke) és un municipi francès, situat a la regió dels Alts de França, al departament del Nord. L'any 2006 tenia 4.599 habitants. Limita al nord amb Wervik, al nord-est amb Halluin, a l'oest amb Wervicq-Sud, al sud amb Linselles i al sud-est amb Roncq.

## Demografia
| Evolució de la població INSEE i Cassini |       |       |       |       |       |       |       |       |
| 1793                                    | 1800  | 1806  | 1821  | 1831  | 1836  | 1841  | 1846  | 1851  |
| 1 540                                   | 1 540 | 1 649 | 1 883 | 1 937 | 1 917 | 1 912 | 1 900 | 1 860 |

| 1856  | 1861  | 1866  | 1872  | 1876  | 1881  | 1886  | 1891  | 1896  |
| ----- | ----- | ----- | ----- | ----- | ----- | ----- | ----- | ----- |
| 1 862 | 1 892 | 1 995 | 2 017 | 2 147 | 2 214 | 2 382 | 2 615 | 2 774 |

| 1901  | 1906  | 1911  | 1921  | 1926  | 1931  | 1936  | 1946  | 1954  |
| ----- | ----- | ----- | ----- | ----- | ----- | ----- | ----- | ----- |
| 3 044 | 3 274 | 3 313 | 2 948 | 2 962 | 3 017 | 3 067 | 2 913 | 3 172 |

| 1962  | 1968  | 1975  | 1982  | 1990  | 1999  | 2006 | 2011 | 2016 |
| ----- | ----- | ----- | ----- | ----- | ----- | ---- | ---- | ---- |
| 3 254 | 3 345 | 3 446 | 3 914 | 3 912 | 4 157 | -    | -    | -    |

| 2019 | - | - | - | - | - | - | - | - |
| ---- | - | - | - | - | - | - | - | - |
| -    | - | - | - | - | - | - | - | - |

## Administració
| Període | Identitat         | Partit |
| ------- | ----------------- | ------ |
| 2001-   | Jean-Pierre Brand |        |